# Можжевельник ладанный
Можжеве́льник ла́данный (лат. Juniperus thurifera) — вид растений рода Можжевельник семейства Кипарисовые.

## Распространение
Встречается в западной части Средиземноморского региона от Марокко и северной части Алжира до юга Франции (включая Корсику), произрастает также в восточной и центральной Испании. В естественных условиях растёт на каменистых склонах, на скалах, предпочитая высоты 300—2700 м над уровнем моря.

## Описание
Кустарники или деревья 6-20 м в высоту, ствол до 2 м в диаметре. Листья зелено-синего цвета. Двудомный вид растения. Шишки 7-12 мм в диаметре, сине-черные, с восковым налетом, содержат 1-4 семени. Созревает шишка на второй год. Можжевельник ладанный растет медленно. Древесина дерева устойчива против гниения. В посадках весьма декоративен, к условиям не требователен.
Имеет 2 подвида :
- Juniperus thurifera var. thurifera. Испания, Франция. Зрелые шишки 8-12 мм, с 2-4 семенами.
- Juniperus thurifera var. africana. Марокко, Алжир. Зрелые шишки 7-8 мм, с 1-2 семенами.